# Cerro Cuate
Cerro Cuate är en ort i Mexiko.   Den ligger i kommunen Iliatenco och delstaten Guerrero, i den sydöstra delen av landet, 270 km söder om huvudstaden Mexico City. Cerro Cuate ligger 1 227 meter över havet och antalet invånare är 522.
Terrängen runt Cerro Cuate är bergig åt nordväst, men åt sydost är den kuperad. Runt Cerro Cuate är det ganska glesbefolkat, med 43 invånare per kvadratkilometer. Närmaste större samhälle är Malinaltepec, 19,8 km norr om Cerro Cuate. I omgivningarna runt Cerro Cuate växer i huvudsak städsegrön lövskog.